# Мавзолей Хуан-ді
Мавзолей Хуан-ді (кит. трад.: 黄帝陵; піньїнь: Huángdì Líng) — місце, де був похований легендарний Жовтий імператор (Хуан-ді). Розташований за 140 км на південь від центру міського округу Яньань (провінція Шеньсі, Китай). Мавзолей є одним з перших об'єктів, включених до списку охоронних об'єктів Культурної спадщини Китаю, укладеного Міністерством культури КНР 2006 року.
Мавзолей складається з двох частин — Храм Хуан-ді та Зала мавзолею. За легендою, імператор Хуан-ді здійнявся на небо, тому в мавзолеї є тільки його одяг і капелюх. Численні імператори й політики від давніх часів приїздили туди вшанувати Хуан-ді, зокрема Лю Че, Фань Чжун'янь, Сунь Ятсен, Чан Кайші, Мао Цзедун, Ден Сяопін.